# Dirk Bogarde
Dirk Bogarde (eredeti neve: Derek van den Bogaerde) (West Hampstead, London, 1921. március 28. – Chelsea, 1999. május 8.) kétszeres BAFTA-díjas angol színész.

## Fiatalkora
Édesapja holland származású, a londoni The Times magazin szerkesztője; édesanyja Margaret Niven (1898–1980) skót színésznő volt. Egyetemi tanulmányait Glasgowban végezte el. Tanulmányai után Angliában és Franciaországban reklámgrafikus és díszlettervező volt. 1939-ben lépett első ízben színpadra a Q. Theatre-ben. 1940–1946 között katonai szolgálatot teljesített, s 1947-ben tért vissza a színházhoz. 1948-tól szerepelt filmekben.

## Munkássága
Fiatalabb korában könnyű fajsúlyú filmekkel kezdett. A "Doktor…"-sorozat (1954–1963) több darabjában is játszott, ebben az időben egyfajta tinisztárnak számított. A magyar közönség A spanyol kertész (1956) címszereplőjeként ismerte meg. A Befejezetlen dal (1960) című monografikus alkotásban ő volt Liszt Ferenc. A hatvanas évek elejétől egyre több komolyabb, művészibb igényű szerepet vállalt. Joseph Losey rendezte A szolga (1963) című filmet, amelyben a lakájt alakította, aki ura ellen fordul. Losey rendezte A királyért és a hazáért (1964) című filmet is, ahol Hargreaves kapitány volt. 1972-ben ő játszotta Thomas Mann Halál Velencében c. novellája Luchino Visconti által rendezett filmváltozatának főszerepét.

## Filmográfia

### Film
| Év   | Magyar cím                   | Eredeti cím                 | Szerep                                                    | Magyar hang      |
| ---- | ---------------------------- | --------------------------- | --------------------------------------------------------- | ---------------- |
| 1939 | Gyerünk Gyurka!              | Come On George!             | statiszta                                                 |                  |
| 1947 |                              | Dancing with Crime          | rendőr                                                    |                  |
| 1948 |                              | Esther Waters               | William Latch                                             |                  |
| 1948 |                              | Quartet                     | George Bland ("The Alien Corn"-szegmens)                  |                  |
| 1949 |                              | Once a Jolly Swagman        | Bill Fox                                                  |                  |
| 1949 |                              | Dear Mr. Prohack            | Charles Prohack                                           |                  |
| 1949 |                              | Boys in Brown               | Alfie Rawlins                                             |                  |
| 1950 |                              | The Blue Lamp               | Tom Riley                                                 |                  |
| 1950 | Viszontlátásra a kiállításon | So Long at the Fair         | George Hathaway                                           | Perlaki István   |
| 1950 |                              | The Woman in Question       | R.W. (Bob) Baker                                          |                  |
| 1951 |                              | Blackmailed                 | Stephen Mundy                                             |                  |
| 1952 |                              | Hunted                      | Chris Lloyd                                               |                  |
| 1952 |                              | Penny Princess              | Tony Craig                                                |                  |
| 1952 |                              | The Gentle Gunman           | Matt Sullivan                                             |                  |
| 1953 |                              | Appointment in London       | Tim Mason szárnysegéd                                     |                  |
| 1953 |                              | Desperate Moment            | Simon Van Halder                                          |                  |
| 1954 |                              | They Who Dare               | David Graham hadnagy                                      |                  |
| 1954 |                              | Doctor in the House         | Dr. Simon Sparrow                                         |                  |
| 1954 |                              | The Sleeping Tiger          | Frank Clemmons                                            |                  |
| 1954 | Jóban-rosszban               | For Better, for Worse       | Tony Howard                                               | Perlaki István   |
| 1954 |                              | The Sea Shall Not Have Them | MacKay őrmester                                           |                  |
| 1955 |                              | Simba                       | Alan Howard                                               |                  |
| 1955 | Doktor a tengeren            | Doctor at Sea               | Dr. Simon Sparrow                                         | Perlaki István   |
| 1955 |                              | Cast a Dark Shadow          | Edward "Teddy" Bare                                       |                  |
| 1956 | A spanyol kertész            | The Spanish Gardener        | Jose                                                      | Csőre Gábor      |
| 1957 |                              | Ill Met by Moonlight        | Patrick Leigh Fermor (Philedem) őrnagy                    |                  |
| 1957 |                              | Doctor at Large             | Dr. Simon Sparrow                                         |                  |
| 1957 |                              | Campbell's Kingdom          | Bruce Campbell                                            |                  |
| 1958 |                              | A Tale of Two Cities        | Sydney Carton                                             |                  |
| 1958 |                              | The Wind Cannot Read        | Michael Quinn hadnagy                                     |                  |
| 1958 | Az orvos dilemmája           | The Doctor's Dilemma        | Louis Dubedat                                             |                  |
| 1959 |                              | Libel                       | Sir Mark Sebastian Loddon / Frank Welney / Number Fifteen |                  |
| 1960 | Szép menyasszony             | The Angel Wore Red          | Arturo Carrera                                            |                  |
| 1960 |                              | Song Without End            | Liszt Ferenc                                              |                  |
| 1961 |                              | The Singer Not the Song     | Anacleto                                                  |                  |
| 1961 | Áldozat                      | Victim                      | Melville Farr                                             |                  |
| 1962 | Lázadó hajó                  | H.M.S. Defiant              | Scott-Padget hadnagy                                      | Ujréti László    |
| 1962 |                              | We Joined the Navy          | Dr. Simon Sparrow (cameo)                                 |                  |
| 1962 | A jelszó: bátorság           | The Password Is Courage     | Charles Coward törzsőrmester                              |                  |
| 1963 |                              | The Mind Benders            | Dr. Henry Longman                                         |                  |
| 1963 | Örökké énekelnék             | I Could Go On Singing       | David Donne                                               | Vass Gábor       |
| 1963 | Örökké énekelnék             | I Could Go On Singing       | David Donne                                               | Rátóti Zoltán    |
| 1963 | Örökké énekelnék             | I Could Go On Singing       | David Donne                                               | Harmath Imre     |
| 1963 |                              | Doctor in Distress          | Dr. Simon Sparrow                                         |                  |
| 1963 | A szolga                     | The Servant                 | Hugo Barrett                                              | Kautzky József   |
| 1964 |                              | Hot Enough for June         | Nicholas Whistler                                         |                  |
| 1964 | A királyért és a hazáért     | King and Country            | Hargreaves százados                                       | Avar István      |
| 1964 | Vér a nap alatt              | The High Bright Sun         | McGuire őrnagy                                            |                  |
| 1965 | Darling                      | Darling                     | Robert Gold                                               | Csankó Zoltán    |
| 1966 | Modesty Blaise               | Modesty Blaise              | Gabriel                                                   | Sinkó László     |
| 1967 | Baleset                      | Accident]                   | Stephen                                                   | Sinkó László     |
| 1967 | Anyánk háza                  | Our Mother's House          | Charlie Hook                                              |                  |
| 1968 |                              | Sebastian                   | Sebastian                                                 |                  |
| 1968 | Az ezermester                | The Fixer                   | Bibikov                                                   |                  |
| 1969 | Váltson jegyet a háborúba    | Oh! What a Lovely War       | Stephen                                                   |                  |
| 1969 |                              | Justine                     | Pursewarden                                               |                  |
| 1969 | Elátkozottak                 | La caduta degli dei         | Frederick Bruckmann                                       | Szabó Gyula      |
| 1969 | Elátkozottak                 | La caduta degli dei         | Frederick Bruckmann                                       | Tahi Tóth László |
| 1971 | Halál Velencében             | Morte a Venezia             | Gustav von Aschenbach                                     | Gera Zoltán      |
| 1973 |                              | Le serpent                  | Philip Boyle                                              |                  |
| 1974 | Az éjszakai portás           | Il portiere di notte        | Maximilian Theo Aldorfer                                  | Mihályi Győző    |
| 1975 | Ölni szabad                  | Permission to Kill          | Alan Curtis                                               |                  |
| 1977 | Gondviselés                  | Providence                  | Claude Langham                                            | Kern András      |
| 1977 | A híd túl messze van         | A Bridge Too Far            | Frederick 'Boy' Browning altábornagy                      | Gelley Kornél    |
| 1977 | A híd túl messze van         | A Bridge Too Far            | Frederick 'Boy' Browning altábornagy                      | Kertész Péter    |
| 1977 | A híd túl messze van         | A Bridge Too Far            | Frederick 'Boy' Browning altábornagy                      | Haagen Imre      |
| 1978 | Despair – Utazás a fénybe    | Despair                     | Hermann Hermann                                           | Tordy Géza       |
| 1978 | Despair – Utazás a fénybe    | Despair                     | Hermann Hermann                                           | Epres Attila     |
| 1990 | Apus emlékei                 | Daddy Nostalgie             | Daddy                                                     | Avar István      |

### Televízió
| Év   | Eredeti cím                                       | Szerep                |
| ---- | ------------------------------------------------- | --------------------- |
| 1947 | Rope                                              | Charles Granillo      |
| 1947 | Power Without Glory                               | Cliff                 |
| 1964 | Little Moon of Alban                              | Kenneth Boyd          |
| 1966 | Blithe Spirit                                     | Charles Condomine     |
| 1970 | Upon This Rock                                    | Bonnie Prince Charlie |
| 1981 | Patricia Neal története (The Patricia Neal Story) | Roald Dahl            |
| 1986 | May We Borrow Your Husband?                       | William Harris        |
| 1987 | The Vision                                        | James Marriner        |

## Színházi szerepek
- Hatalom dicsőség nélkül – Cliff (1947)
- Az eltérés pontja – Orpheusz (1950)
- Az örvény – Nicky (1953)
- Nyáridő – Alberto (1955-1956)
- Jezabel – Marc (1958)

## Művei
- A Postillion Struck by Lightning (önéletrajz, 1977)
- Snakes and Ladders (önéletrajz, 1978)
- A Gentle Occupation (regény, 1980)
- Voices in the Garden (regény, 1981)
- An Orderly Man (önéletrajz, 1983)
- West of Sunset (regény, 1984)
- Backcloth (önéletrajz, 1986)
- The Complete Autobiography (1988)
- A Particular Friendship (önéletrajz, 1989)
- Jericho (regény, 1991)
- Great Meadow (önéletrajz, 1992)
- A Short Walk from Harrods (önéletrajz, 1993)
- A Period of Adjustment (regény, 1994)
- Cleared for Take-Off (önéletrajz, 1995)
- Closing Ranks (regény, 1997)
- For the Time Being: Collected Journalism (önéletrajz, 1998)

## Díjai
- BAFTA-díj a legjobb férfi főszereplőnek (1964, 1966)
- Sant Jordi-díj (1968, 1976)
- A Brit Filmakadémia Díja (1988)